# Slaná
Slaná este o arie protejată (arie specială de conservare — SAC, sit de importanță comunitară — SCI) din Slovacia întinsă pe o suprafață de 35,23 ha, integral pe uscat.

## Localizare
Centrul sitului Slaná este situat la coordonatele 48°35′10″N 20°28′10″E / 48.58624°N 20.469409°E.

## Înființare
Situl Slaná a fost declarat sit de importanță comunitară în aprilie 2004 pentru a proteja 7 specii de animale. Situl a fost protejat și ca arie specială de conservare în martie 2004.

## Biodiversitate
Situată în ecoregiunea alpină, aria protejată conține 1 habitat natural: Păduri aluvionare cu Alnus glutinosa și Fraxinus excelsior (Alno-Padion, Alnion incanae, Salicion albae).
La baza desemnării sitului se află mai multe specii protejate:
- mamifere (5): vidră de râu (Lutra lutra), liliac cărămiziu (Myotis emarginatus), liliac comun (Myotis myotis), liliacul mare cu potcoavă (Rhinolophus ferrumequinum), liliacul mic cu potcoavă (Rhinolophus hipposideros)
- pești (2): Barbus meridionalis, zglăvoacă (Cottus gobio)

Pe lângă speciile protejate, pe teritoriul sitului au mai fost identificate 2 specii de amfibieni, 8 specii de mamifere, 1 specie de nevertebrate, 1 specie de reptile.